# 情報機関
情報機関（じょうほうきかん、英: intelligence services）とは、国家安全保障上の観点から情報を収集・分析し、政府首脳に報告する政府機関である。諜報機関（ちょうほうきかん、英: espionage agencies）と同義。

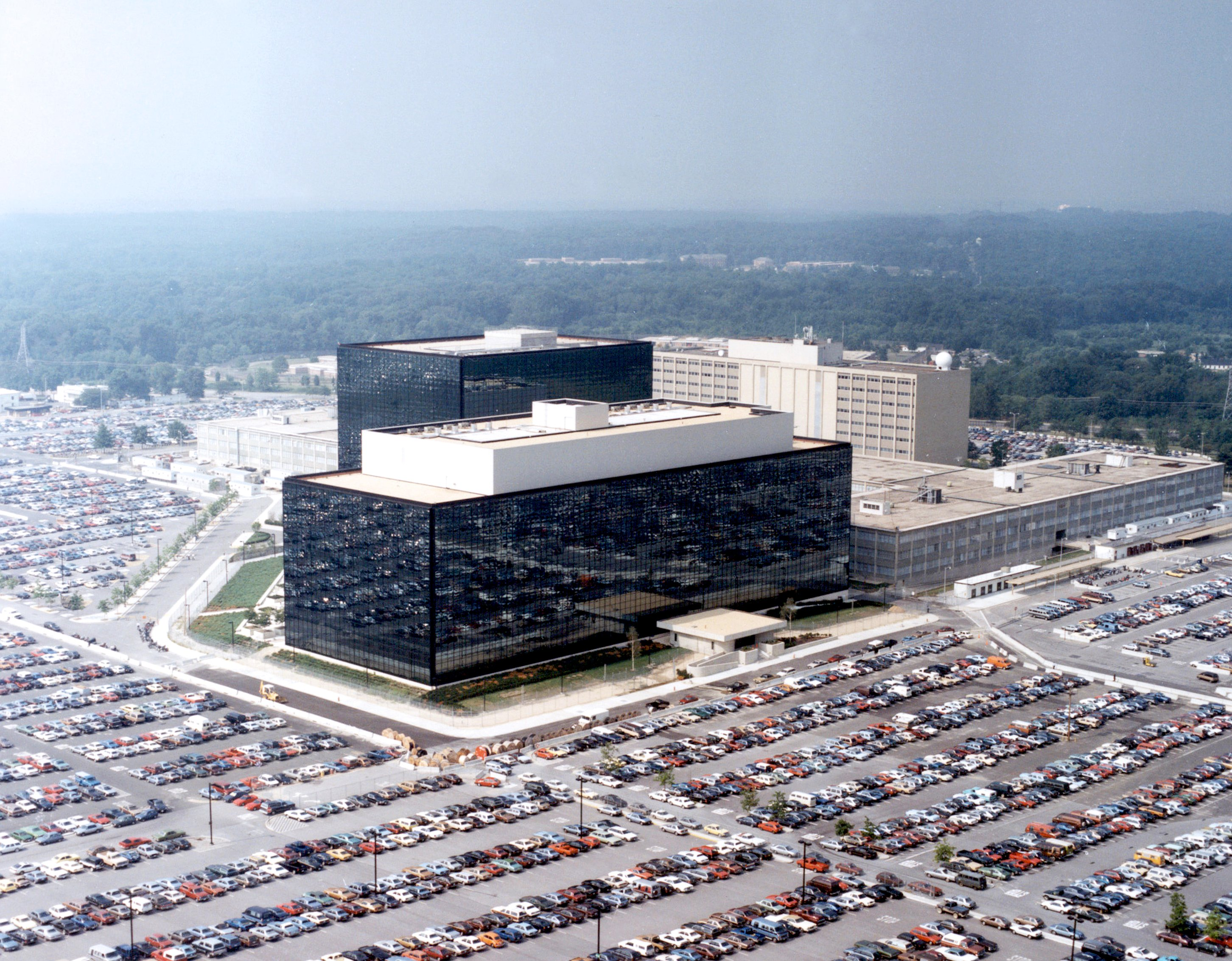
アメリカのNSA本部

## 概要
情報収集の一環として諜報活動を行うが、国によってその任務や組織はさまざまである。国家安全保障において諜報・諜報活動の優劣は非常に重大な要素である。特に敵対国の情報収集・分析は極めて難しく、高度な諜報・諜報活動が必要となる。
情報機関は諜報・諜報活動により収集した情報を分析して、政府首脳・外務省・国防省などに報告を上げる。さらに情報操作や秘密作戦などを行う場合もある。敵対国や国際テロ組織などによる諜報・諜報活動を阻止するため、情報収集活動を仕掛けてくる組織や要員に対し、警察による逮捕や国外退去処分などで活動そのものを無力化する防諜も行う。
情報機関を機能別に分類すれば、外国の政治・軍事・外交・経済などに関する情報を収集する対外情報機関と、敵の諜報活動の探知、自国内で起こる容疑事件の処理など、機密保護と国家体制に対する破壊工作の摘発などを担当する防諜機関に大別される。対外情報収集は、大統領もしくは首相直属の中央情報機関、国防省・軍・外務省などがおもに担当している。防諜は軍の防諜部隊のほか、多くの国が国内防諜の専門組織をもっている。

## 各国の主な情報機関

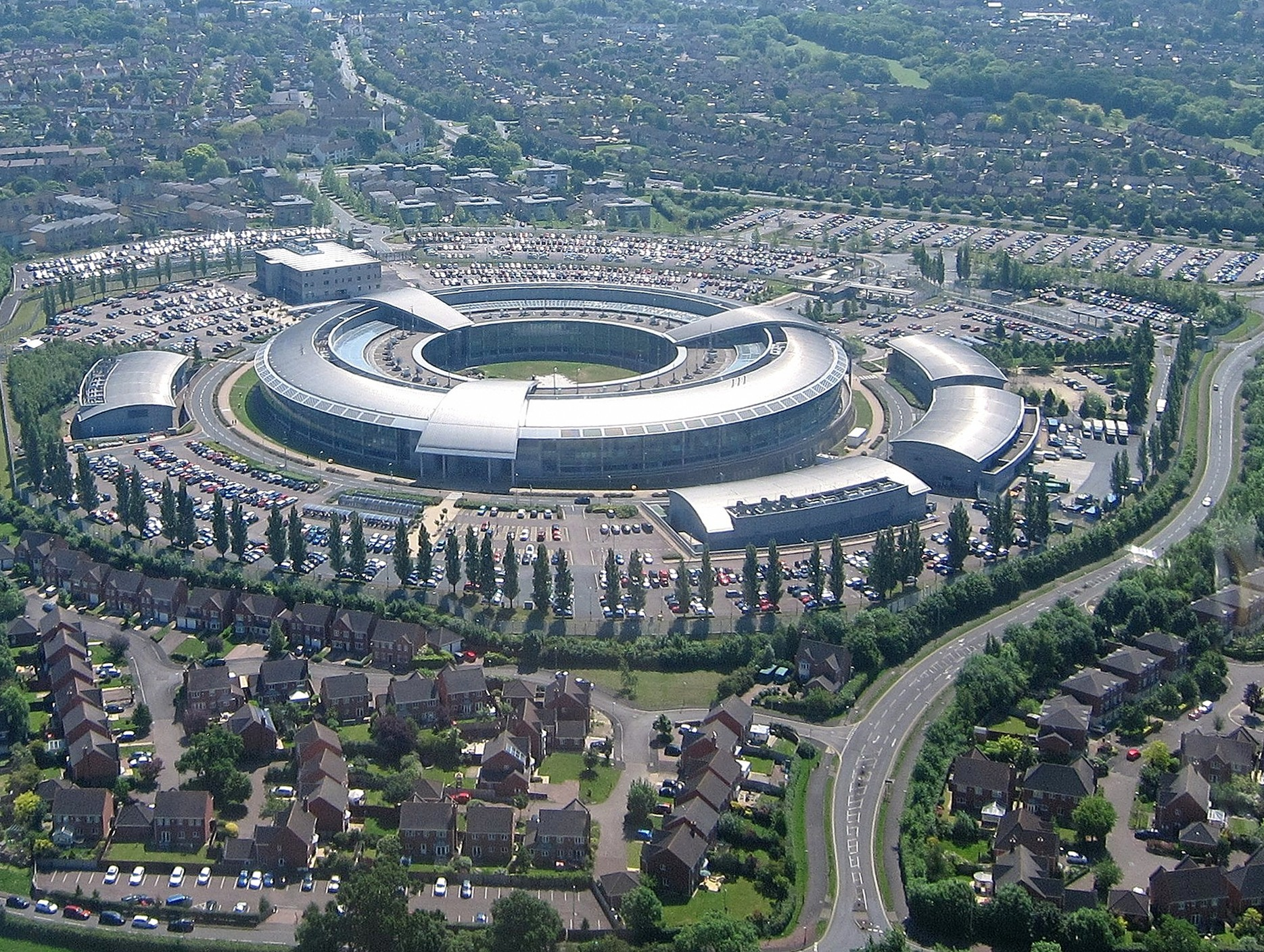
イギリスの政府通信本部

### 日本
- 国家安全保障会議国家安全保障局 (NSS)(ここ自体は諜報・防諜活動を行わず他機関を取りまとめる)
- 内閣官房内閣情報調査室 (通称内調・CIRO)
- 防衛省情報本部 (DIH)
- 警察庁警備局 (公安)
- 法務省公安調査庁 (通称調査庁・PSIA)
- 外務省国際情報統括官組織 (IAS)

### 韓国
- 韓国国家情報院 (NIS)

### イスラエル
- イスラエル諜報特務庁 (通称モサド、正式にはIISO)

### イギリス
- 秘密情報部 (通称MI6、正式にはSIS)
- 保安局 (通称MI5、正式にはSS)

### フランス
- フランス対外治安総局 (DGSE)

### ドイツ
- 連邦情報局（BND）

### ロシア
- ロシア対外情報庁 (SVR)
- ロシア連邦軍参謀本部情報総局 (GRU)

### アメリカ
- 中央情報局 (CIA)
- アメリカ国防情報局 (DIA)
- アメリカ海軍情報局 (ONI)
- アメリカ国家安全保障局 (NSA)
- アメリカ陸軍情報保全コマンド (INSCOM)

### 中国
- 中華人民共和国国家安全部
- 中華人民共和国公安部
- 中国人民解放軍総参謀部第二部

### オランダ
- 総合情報保安局 (AIVD)

## 情報収集の手段
- ヒューミント（HUMINT:Human―）：人間による情報収集。協力者獲得工作を含む。一般に、協力者は、浸透される組織（国家）からはスパイと呼ばれるが、浸透する側からはエージェントと呼ばれる。
  - ハニートラップ：異性の工作員を使用した特定人物の情報収集。
- イミント（英語版）（IMINT:Imagery―）：偵察衛星や偵察機による写真偵察。イマジント（IMAGINT）とも。
  - フォトミント：写真撮影による情報収集。
- シギント（SIGINT:Signals―）：電波や電子信号を傍受する事による情報収集
  - コミント（COMINT:Communication―）：通信傍受、暗号解読、交信（トラフィック）解析。
  - エリント（ELINT:Electronic―）：非通信用（レーダー等）の電磁放射からの情報収集
  - アシント（ACINT:Acoustic―）：SOSUSなどからの水中音響情報などによる潜水艦、艦船および水中武器の音響情報収集
  - フィシント（FISINT:Foreign instrumentation signals―）：テレメトリー、ビーコン信号等からの情報収集
- マジント（英語版）（MASINT:Measurement and Signatures―）：対象の特徴を決定付ける情報。IMINTやSIGINTの処理を含む。
  - ラディント（RADINT:Rader―）：レーダー信号の傍受
  - 周波数情報（Frequency―）：核爆発や、エンジンの周波数から得られる情報の収集
  - E-O情報（E-O―）：紫外線、可視光線、赤外線から得られる情報の収集
  - 地球物理学情報（Geophysical―）：地震、大気の振動、磁場の変化等から得られる情報の収集
  - ヌシント（NUCINT:Nuclear―）：放射線から得られる情報の収集（異常増加で原子力施設の事故や核実験などが探知出来る）
  - 物質情報（Materials―）：化学物質の分析から得られる情報の収集
- テキント（英語版）（TECHINT:Technical―）：技術的な情報収集を総称してテキントという。テクニカル・インテリジェンスと略さない場合は、特に、外国軍の装備等を入手して調査することから得られる情報の収集のことを指す。
- オープン・ソース・インテリジェンス（オシント、OSINT:Open sourse-）：一般的なメディアが公開している出版物や活字情報、放送内容の分析
- コリント（COLLINT:Collective―）：利害関係を同じくするインテリジェンス機関が相互に協力すること[6]。
- 防諜（CI:Counterintelligence）：外国の諜報活動への対抗策。外国の諜報機関への情報収集

### 書籍
- Brian Freemantle（著）、新庄哲夫（訳）、『KGB』、新潮社、1983年、ISBN 4106002469
- Dennis Eisenberg（著）、佐藤紀久夫（訳）、『ザ・モサド 世界最強の秘密情報機関』、時事通信社、1993年、ISBN 4788780208
- 落合浩太郎編著、『インテリジェンスなき国家は滅ぶ　世界の情報コミュニティ』、亜紀書房、2011年、ISBN 4750511269

### インターネット
- 日本の情報・諜報機関～知られざる実力とインテリジェンス史を徹底解説（後編）【豊島晋作のテレ東ワールドポリティクス】（2023年10月16日） - テレ東BIZ